# Gređani (Ógradiska)
Gređani (1910 és 1991 között Gređani Okučanski) falu Horvátországban, Bród-Szávamente megyében. Közigazgatásilag Ógradiskához tartozik.

## Fekvése
Bródtól légvonalban 65, közúton 72 km-re nyugatra, Pozsegától   légvonalban 40, közúton 54 km-re délnyugatra, községközpontjától légvonalban 9, közúton 11 km-re északnyugatra, Nyugat-Szlavóniában, a Száva és a Psunj-hegység közötti síkságon, a Dubovac-patak mentén fekszik.

## Története
A régészeti leletek tanúsága szerint itt már a történelem előtti időben is éltek emberek. 1971-ben a falutól 1 km-re északnyugatra a falu határában a „Bajer”nek nevezett lelőhelyen egy enyhe magaslaton egy helyi földműves hamvasztásos temető maradványaira, urnákra és égett csontokra bukkant. 1974-ben az eszéki múzeum munkatársai Kornelija Minichreiter vezetésével végeztek itt régészeti feltárást megállapítva, hogy itt egy bronzkori hamvasztásos temetőre leltek, melynek felső része a mezőgazdasági művelés következtében megsemmisült. Összesen 26 sírt tártak, fel, melyek közül 15 teljesen ép volt. A munkát 1975-ben folytatták újabb 46 sír feltárásával. Hasonló temetkezéseket innét keletre és délkeletre Boszniában és a Szávamentén találtak, így ennek a temetkezési módnak ez a legnyugatibb képviselője. A leleteket (főként kerámiákat, használati tárgyakat) a szakemberek az i. e. 1200 és 1100 közötti időre datálták. Egy másik, „Jelavi” nevű történelem előtti lelőhely található a falu temetőjétől keletre. Az itteni erdős magaslaton sok cseréptöredék mellett tűzvészben elpusztult házak maradványait találták. A leletek vizsgálata alapján a késői bronzkorból és a kora vaskorból származnak.
A település létrejöttének előzményeként a török 1536-ban a Száván átkelve elfoglalta ezt a területet is és a Száva partján, a mai Ógradiska helyén erődítményt, valamint a Száván pontonhidat épített. 1558 telén és tavaszán felépítették Berbir várát és körülötte mintegy 200 házzal új települést létesítettek. A nagyobb település körül legfeljebb 30 házzal kisebb falvakat is létesítettek. Ezek egyike volt a mai Gređani elődje, ahová Boszniából pravoszláv szerbek települtek. 
Az első katonai felmérés térképén „Dorf Gredjane” néven található. Lipszky János 1808-ban Budán kiadott repertóriumában „Gredjani” néven szerepel. 
Nagy Lajos 1829-ben kiadott művében „Gredjani” néven 45 házzal, 2 katolikus és 257 ortodox vallású lakossal találjuk. A katonai közigazgatás megszüntetése után Pozsega vármegyéhez csatolták. 
1857-ben 562, 1910-ben 928 lakosa volt. Az 1910-es népszámlálás szerint lakosságának 99%-a szerb anyanyelvű volt. Pozsega vármegye Újgradiskai járásának része volt. Az első világháború után 1918-ban az új szerb-horvát-szlovén állam, majd később (1929-ben) Jugoszlávia része lett. A település 1991-től a független Horvátországhoz tartozik. 1991-ben lakosságának 95%-a szerb nemzetiségű volt. A délszláv háború során a település már a háború elejétől fogva szerb kézen volt. 1995. május 2-án a „Bljesak-95” hadművelet második napján foglalta vissza a horvát hadsereg. A szerb lakosság legnagyobb része elmenekült. 2011-ben a településnek 173 lakosa volt.

## Lakossága
| Lakosság változása | Lakosság változása | Lakosság változása | Lakosság változása | Lakosság változása | Lakosság változása | Lakosság változása | Lakosság változása | Lakosság változása | Lakosság változása | Lakosság változása | Lakosság változása | Lakosság változása | Lakosság változása | Lakosság változása | Lakosság változása |
| ------------------ | ------------------ | ------------------ | ------------------ | ------------------ | ------------------ | ------------------ | ------------------ | ------------------ | ------------------ | ------------------ | ------------------ | ------------------ | ------------------ | ------------------ | ------------------ |
| 1857               | 1869               | 1880               | 1890               | 1900               | 1910               | 1921               | 1931               | 1948               | 1953               | 1961               | 1971               | 1981               | 1991               | 2001               | 2011               |
| 562                | 717                | 730                | 833                | 796                | 928                | 912                | 979                | 863                | 874                | 783                | 763                | 602                | 516                | 248                | 173                |

## Nevezetességei
Szent Paraskeva tiszteletére szentelt pravoszláv temploma a 18. század közepén épült. 1752. május 11-én szentelte fel Sofronije Jovanović pakrác-szlavóniai püspök. A templom fából épült és már 1782-ben elég rossz állapotban volt. 1858 körül új, falazott templomot építettek a helyére. A második világháború idején az usztasák megkezdték a lerombolását, de nem fejezték be. 1975-ben teljesen megújították és tornyot építettek hozzá. A templom ma ismét rossz állapotban van.